# Teatro Malibran
Le Teatro Malibran, dont le nom a changé plusieurs fois depuis sa création, en commençant par Teatro San Giovanni Grisostomo (ou Crisostomo) d'après le nom de l'église voisine, est une salle d'opéra à Venise qui a été inaugurée en 1678 avec la création de l'opéra Vespasiano de Carlo Pallavicino. En 1683, il a été décrit comme « le plus grand, le plus beau et le plus riche théâtre de la ville ».
Richement décoré, le théâtre se compose de cinq niveaux de trente loges et d'un grand parterre garni de sièges.

## Le Teatro San Giovanni Grisostomo
Conçu par Thomas Bezzi pour la famille Grimani, le théâtre est devenu la plus grande scène, la plus luxueuse et extravagante de Venise, connue pour ses productions somptueuses et ses chanteurs de haute qualité tels que Margherita Durastanti, prima donna entre 1709 et 1712. Au cours de son âge d'or, la scène a servi aux créations de très grands compositeurs tels qu'Alessandro Scarlatti dont l'opera seria, Mitridate Eupatore, a été créé le 5 janvier 1707, Georg Friedrich Haendel dont l'Agrippina a été créée le 26 décembre 1709.
Pendant les années 1730, le San Giovanni Grisostomo a commencé un lent et inexorable déclin, malgré les efforts pour maintenir sa position à la tête des théâtres vénitiens jusqu'au milieu du XVIIIe siècle. En 1737, lorsque Carlo Goldoni a été placé à la tête de la scène vénitienne, des œuvres en prose ont commencé à être représentées (dont plusieurs de ses propres comédies). Par la suite, en raison de sa taille considérable, la famille Grimani a décidé d'ouvrir un petit théâtre en 1755, le San Benedetto. L'ouverture de cette nouvelle salle a conduit à la fin de la suprématie du San Giovanni, qui a connu une lente diminution du nombre des représentations.
Repris par la municipalité en 1797, il a été appelé Teatro Civico. Après la chute de la république de Venise et la fin de l'occupation française, le théâtre a été parmi les rares à ne pas être fermés.

## le Teatro Malibran

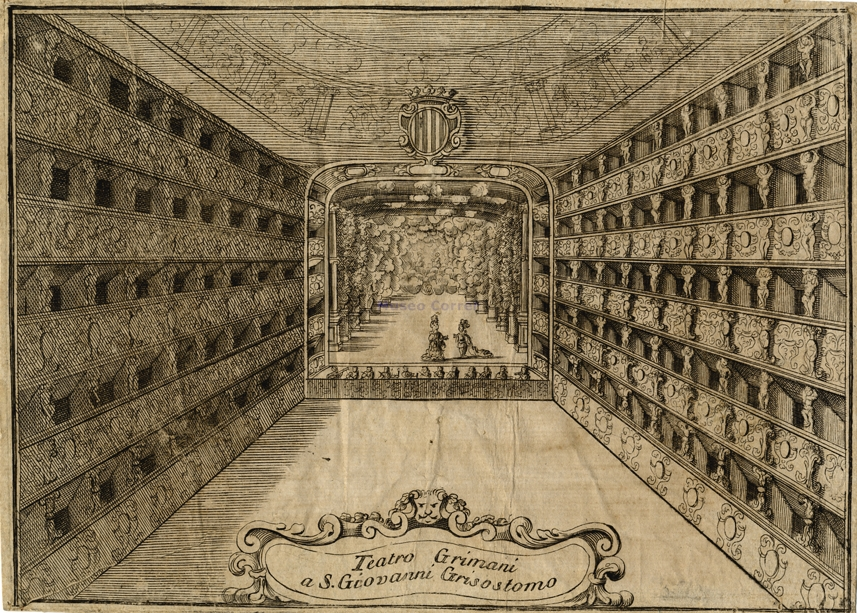
Illustration du théâtre au XVIIIe siècle (1709) de Vincenzo Maria Coronelli

En 1819 le théâtre a été vendu à Giovanni Gallo, qui en 1834 l'a restauré, le rebaptisant une première fois Teatro Emeronittio (car il restait ouvert de jour comme de nuit) et puis une seconde fois, en 1835, Teatro Malibran, en signe de gratitude envers Maria Malibran, la grande cantatrice qui le 8 avril de cette année, avait interprété dans ce théâtre, La sonnambula de Vincenzo Bellini. Elle avait été fortement consternée par l'état de l'édifice, et avait renoncé à son cachet pour aider à le réparer.
En 1849, le retour des Autrichiens à Venise a provoqué la fermeture de tous les grands théâtres de Venise à cause de la résistance de la ville, à l'exception du Malibran.
Le fils de Gallo a repris le théâtre en 1852. La salle a été vendue aux enchères en 1886 et alors totalement redécorée dans le style égyptien. Elle a été fermée pendant six ans après une seule saison d'opéra en 1913 en raison de problèmes de sécurité, mais elle a rouvert ses portes pour présenter l'Otello de Verdi en décembre 1919. Le Malibran a alors été utilisé pour représenter des opéras, des opérettes, et même projeter des films durant la première moitié du XXe siècle.
En 1992, la municipalité de Venise a acheté le théâtre, et a entrepris des actions pour le rénover, surtout après 1996, car à la suite de la destruction du Teatro La Fenice, le Malibran devenait indispensable. La décision a été prise de respecter l'ensemble de la structure architecturale originale plutôt que de changer radicalement les installations. Lors de la restauration, la fosse d'orchestre a été élargie et un bassin souterrain énorme a été construit pour recueillir l'eau des inondations occasionnelles de Venise qui auraient rempli d'eau l'ensemble du théâtre.
Le Malibran est devenu le siège temporaire de l'orchestre de la Fenice et, après une décennie de travail, le Malibran avec une capacité de 900 sièges a été rouvert le 23 mai 2001 par le président Carlo Azeglio Ciampi, avec un concert de gala qui comprenait des extraits d'opéras de Verdi (on commémorait le centenaire de sa mort), de Bellini (on commémorait le bi-centenaire de sa naissance) et quelques extraits de musique de Wagner. Le théâtre continue de fonctionner aussi bien comme un lieu alternatif pour les productions de La Fenice, que pour des productions qui lui sont propres.

## Créations mondiales (liste partielle)
- Vespasiano de Carlo Pallavicino, 1678
- Nerone de Carlo Pallavicino, 1679
- Il ratto delle Sabine de Pietro Simone Agostini, 1680 avec Giovanni Francesco Grossi
- Antioco il grande de Giovanni Legrenzi, 1681
- Creso de Giovanni Legrenzi, 1681
- Flavio Cuniberto de Gian Domenico Partenio, 1681
- Carlo re d’Italia de Carlo Pallavicino, 1682
- Flavio Cuniberto de Domenico Gabrielli, 1682
- Il re infante de Carlo Pallavicino, 1683
- Licinio imperatore de Carlo Pallavicino, 1683
- Ricimero re de' Vandali de Carlo Pallavicino, 1684
- Massimo Puppieno de Carlo Pallavicino, 1685
- Penelope la casta de Carlo Pallavicino, 1685
- Amore inamorato de Carlo Pallavicino, 1686
- Didone delirante de Carlo Pallavicino, 1686
- L'amazone corsara, ovvero L'Alvida regina de' Goti, 1686
- Elmiro re de Corinto de Carlo Pallavicino, 1686
- La Gerusalemme liberata de Carlo Pallavicino, 1687
- Carlo il Grande de Domenico Gabrielli, 1688
- Orazio de G. F. Tosi, 1688
- La pace fra Tolomeo e Seleuco de Carlo Francesco Pollarolo, 1691
- Onorio in Roma de Carlo Francesco Pollarolo, 1692
- L’Ibraim sultano de Carlo Francesco Pollarolo, 1692
- La forza della virtù de Carlo Francesco Pollarolo, 1693
- Ottone de Carlo Francesco Pollarolo, 1694
- Irene de Carlo Francesco Pollarolo, 1694
- Il pastore d'Anfriso de Carlo Francesco Pollarolo, 1695
- La Rosimonda de Carlo Francesco Pollarolo, 1695
- Ercole in cielo de Carlo Francesco Pollarolo, 1696
- Amor e dovere de Carlo Francesco Pollarolo, 1696
- Marzio Coriolano de Carlo Francesco Pollarolo, 1698
- Il Faramondo de Carlo Francesco Pollarolo, 1698
- Il repudio d'Ottavia de Carlo Francesco Pollarolo, 1699
- Lucio Vero de Carlo Francesco Pollarolo, 1699
- Il colore fa' la regina de Carlo Francesco Pollarolo, 1700
- Il delirio comune per l’incostanza dei genii de Carlo Francesco Pollarolo, 1700
- Catone Uticenze de Carlo Francesco Pollarolo, 1701
- L'odio e l'amore de Carlo Francesco Pollarolo, 1702
- Venceslao de Carlo Francesco Pollarolo, 1703
- La fortuna per dote de Carlo Francesco Pollarolo, 1704
- Il giorno de notte de Carlo Francesco Pollarolo, 1704
- Il Dafni de Carlo Francesco Pollarolo, 1705
- Filippo, re della Grecia de Carlo Francesco Pollarolo, 1706
- Flavio Bertarido, re dei Longobardi de Carlo Francesco Pollarolo, 1706
- Il selvaggio eroe de Antonio Caldara, 1707
- Alessandro in Susa de Luigi Mancia (it), 1708
- Sofonisba de Antonio Caldara, 1708
- Il vincitor generoso de Antonio Lotti, 1709
- Agrippina de Georg Friedrich Haendel, 1709
- Ama più chi men si crede de Antonio Lotti, 1709
- Il comando non inteso et ubbidito de Antonio Lotti, 1710
- Isacio tiranno de Antonio Lotti, 1710
- Il tradimento traditor de se stesso de Antonio Lotti, 1711
- La forza del sangue, de Antonio Lotti, 1711
- L’infedeltà punita de Antonio Lotti, 1711
- Publio Cornelio Scipione de Carlo Francesco Pollarolo, 1712
- L'infedeltà punita de Carlo Francesco Pollarolo, 1712
- Spurio postumio de Carlo Francesco Pollarolo, 1712
- Porsenna de Antonio Lotti, 1713
- Irene augusta de Antonio Lotti, 1713
- Semiramide de Carlo Francesco Pollarolo, 1714
- Il germanico de Carlo Francesco Pollarolo, 1716
- Foca suberbo de Antonio Lotti, 1716
- Ariodante de Carlo Francesco Pollarolo, 1716
- Alessandro Severo de Antonio Lotti, 1717
- Eumene de Tomaso Albinoni, 1717
- Astianatte de Antonio Maria Bononcini, 1718
- Ifigenia in Tauride de Giuseppe Maria Orlandini, 1719
- Leucippo e Teonoe de Antonio Pollarolo, 1719
- Paride de Giuseppe Maria Orlandini, 1720
- Il Lamano de Michelangelo Gasparini, 1720
- Teodorico de Giovanni Porta, 1720
- Nerone de Giuseppe Maria Orlandini, 1721
- Lucio Papirio dittatore de Antonio Pollarolo, 1721
- Plautilla de Antonio Pollarolo, 1721
- Giulio Flavio Crispo de Giovanni Maria Capelli, 1722
- Romolo e Tazio de Carlo Luigi Pietragrua, 1722
- Venceslao de Giovanni Maria Capelli, Antonio Pollarolo e Giacomo Porta, 1722
- Mitridate, re de Ponto vincitor de se stesso de Giovanni Maria Capelli, 1723
- Gli equivoci d’amore e d’innocenza de Francesco Gasparini, 1723
- Ipermestra de Geminiano Giacomelli, 1724
- Il trionfo della virtù de Francesco Brusa, 1724
- Il più fedel tra gli amici de Michelangelo Gasparini, 1724
- Berenice de Giuseppe Maria Orlandini, 1725
- Siface de Nicola Porpora, 1725
- Il trionfo de Flavio Olibrio de Giacomo Porta, 1726
- Meride e Selinunte de Nicola Porpora, 1727
- Aldiso de Giacomo Porta, 1727
- Arianna e Teseo de Nicola Porpora, 1727
- Argene de Leonardo Leo, 1728
- Ezio de Nicola Porpora, 1728
- Catone in Utica de Leonardo Leo, 1729
- Semiramide riconosciuta de Nicola Porpora, 1729
- L’abbandono de Armida de Antonio Pollarolo, 1729
- Onorio de Francesco Ciampi, 1729
- Artaserse de Johann Adolf Hasse, 1730
- Idaspe de Carlo Broschi, 1730
- Massimiano de Giuseppe Maria Orlandini, 1731
- Demetrio de Johann Adolf Hasse, 1732
- L’Issipile de Giacomo Porta, 1732
- Epaminonda de Geminiano Giacomelli, 1732
- Adriano in Siria de Geminiano Giacomelli, 1733
- Merope de Geminiano Giacomelli, 1734
- La clemenza de Tito de Leonardo Leo, 1735
- Rosbale de Nicola Porpora, 1737
- Demofoonte de Gaetano Latilla, 1738
- Alessandro Severo de Andrea Bernasconi, 1738
- Viriate de Johann Adolf Hasse, 1739
- Ottone de Gennaro D'Alessandro, 1740
- Oronte re de' Sciti de Baldassarre Galuppi, 1740
- Didone abbandonata de Andrea Bernasconi, 1741
- Tigrane de Giuseppe Arena, 1741
- Merope de Niccolò Jommelli, 1741
- Statira de Nicola Porpora, 1742
- Il Bajazet de Andrea Bernasconi, 1742
- Semiramide de Niccolò Jommelli, 1742
- La ninfa Apollo de Andrea Bernasconi, 1743
- Arsace de Baldassarre Galuppi, 1743
- Siroe re de Persia de Gennaro Manna, 1743
- Meride e Selinunte de Pietro Chiarini, 1743-4
- Ipermestra de Christoph Willibald Gluck, 1744
- Semiramide riconosciuta de Johann Adolf Hasse, 1744
- Antigono de Andrea Bernasconi, 1745
- Sofonisba de Niccolò Jommelli, 1745
- Artaserse de Girolamo Abos, 1746
- Tito Manlio (2e versione) de Niccolò Jommelli, 1746
- Evergete de Lorenzo Gibelli, 1748
- Ciro riconosciuto (2e versione) de Niccolò Jommelli, 1749
- Siroe de Gioacchino Cocchi, 1750
- Artaserse de Antonio Gaetano Pampani (it), 1750
- Didone abbandonata de Gennaro Manna, 1751
- Le nozze de Paride de Baldassarre Galuppi, 1756
- Cajo Mario de Baldassarre Galuppi, 1764
- Notte si fausta de Ferdinando Bertoni, 1764
- Achille in Sciro de Florian Leopold Gassmann, 1766
- Il finto pazzo per amore de Michele Mortellari, 1779
- L’arrivo del burchiello da Padova a Venezia de Luigi Caruso, 1780
- Il geloso corretto de Francesco Gnecco, 1803
- Il finto fratello de Francesco Gnecco, 1803
- La prima prova dell'opera Gli Orazi e Curiazi de Francesco Gnecco, 1803
- Irene e Fliandro de Luigi Antonio Calegari, 1808
- Casanova: Opera Pop de Red Canzian et Miki Porru, 2022